# Muhammed-Ali
Muhammed-Ali er et udtryk der benyttes af alevitter og bektashitter som en betegnelse på Muhammed og Alis enhed. Muhammed og Ali ses som en enhed af alevitter, bl.a. på baggrund af nogle vigtige citater og teologiske begivenheder, hvor Muhammed har peget på Alis høje status i forhold til sig selv og Muhammeds valg af Ali som sin musahip (dvs. sin bror).